# Johann Elias Glaser

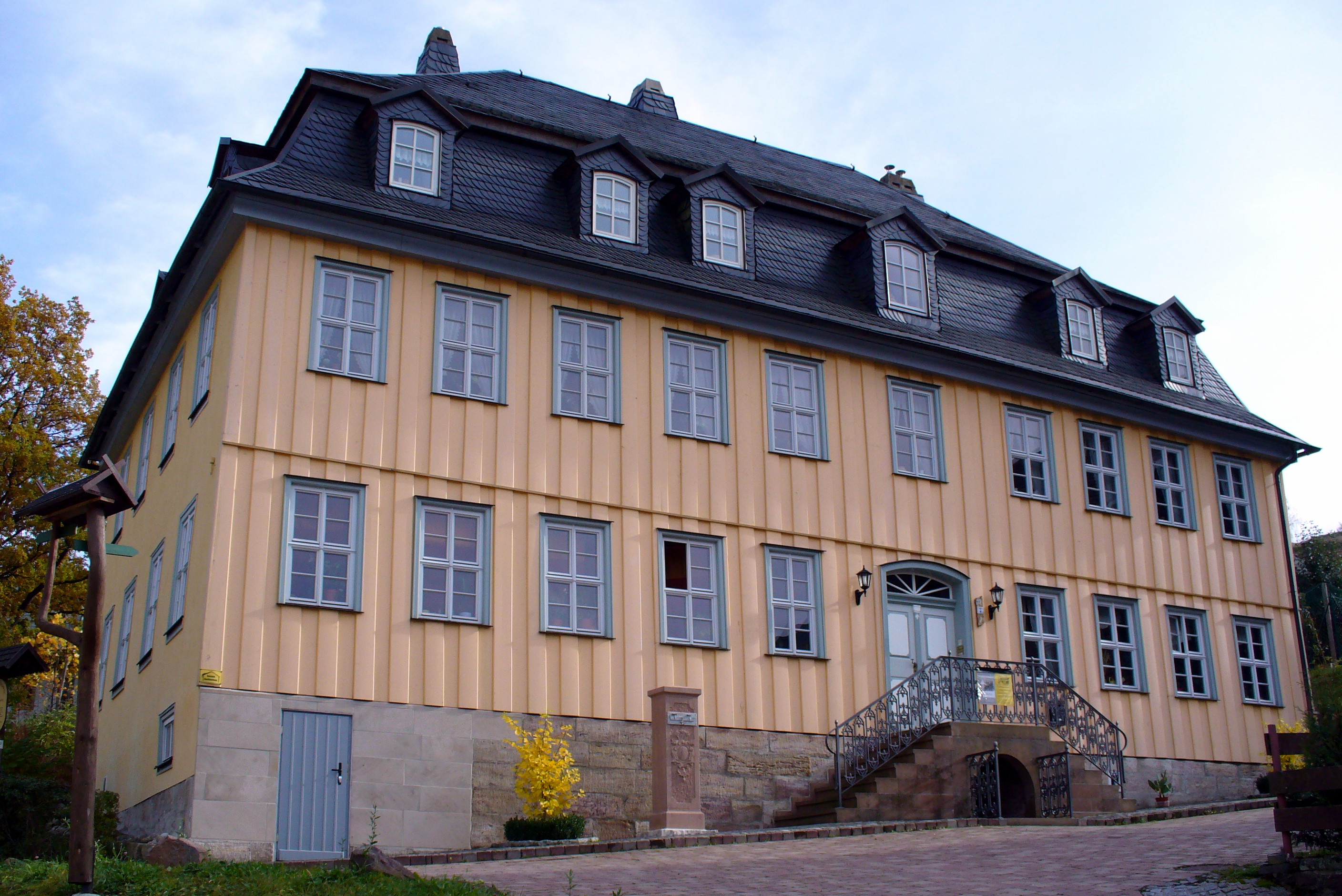
Haus von Johann Elias Glaser in Stützerbach

Johann Elias Glaser (* 1721; † 1781) war ein Kauf- und Handelsmann in Stützerbach.
In seinem Haus verkehrten Johann Wolfgang von Goethe und Großherzog Karl August von Sachsen-Weimar-Eisenach (1757–1828). Mit ihm wurden recht derbe Scherze getrieben, die er sich aber angesichts der herzoglichen Entschädigung gefallen ließ. So vermerkte der sachsen-weimarische Kanzler Friedrich von Müller für den 19. April 1819: Tolle Späße mit dem Glasmann Glaser, der durch alle vier Elemente von Goethe geängstet und für sein Handbieten zu vorheriger nächtlicher Perturbation bestraft wird. Einsiedels gottloses Wegziehen des Tischtuches mit allen Abendspeisen und Flucht danach. Sobald die Sonne kam, war Gottesfriede, niemand durfte sich mehr am andern rächen. Den Erinnerungen von F.W.H. von Trebra um 25. Januar 1813 zufolge waren Goethe und der Herzog und weitere Adlige bereits 1776 in Stützerbach bei dem Kaufmann und trieben mit ihm ihre Scherze. Da der Kaufmann Glaser als Glasmann Glaser bezeichnet wurde, dürfte er wohl auch Glaswaren verkauft oder vertrieben haben.
Am 20. September 1781 erschien im handgeschriebenen Tiefurter Journal ein Knebelsches Epigramm:
 Glasers Grabschrift 
Hier liegt der, den man Narr genannt,

und der sich selbst für schlecht bekannt.

Der ist nicht immer Narr, den man Narr nennt,

und der nicht immer schlecht, der sich für schlecht bekennt.
Auf der gleichen Seite schrieb der Herr von Einsiedel, Höfling und Jagdfreund des Herzogs Karl Augusts und Goethes:
Hier liegt ein Narr und Handelsmann

Tot unter diesem Grase:

Was er durch leichtes Spiel gewann,

Ging fort durch fremden Spaße?

Schlecht war er nicht, ein braver Narr,

Dieweil er's gern und gratis war

## Varia
Goethe und die Gesellschaft Carl Augusts waren zudem oft im Gundelachschen Haus. Mit den Gundelachs war Glaser nicht nur beruflich, sondern auch verwandtschaftlich verbunden.